# Woodman Highlands
Die Woodman Highlands sind eine bis zu 1425 m hohe Gebirgsregion an der Nordenskjöld-Küste des Grahamlands auf der Antarktischen Halbinsel. Sie liegen zwischen dem Sjögren-Gletscher, der Longing-Halbinsel, dem Larsen Inlet und dem Eliason-Gletscher am Prinz-Gustav-Kanal. Zu ihnen gehören Mount Tucker, Mount Brading und der Downham Peak.
Luftaufnahmen entstanden zwischen 1954 und 1955 bei der Falkland Islands and Dependencies Aerial Survey Expedition. Das UK Antarctic Place-Names Committee (UK-APC) benannte sie 2009. Namensgeber ist Paul J. Woodman (* 1951), Sekretär und ständiges Mitglied des UK-APC von 1979 bis 2009 sowie Präsident des Gremiums von 1999 bis 2009.